# 京都大学大学院生命科学研究科
京都大学大学院生命科学研究科（きょうとだいがくだいがくいんせいめいかがくけんきゅうか、英: Graduate School of Biostudies）は、京都大学の大学院独立研究科。1999年設立。

## 概要
生命科学、とりわけ分子生物学の発達は、理・医・農・薬といった学問、領域を一変させ、理学部、医学部、農学部、薬学部の関係各所といった既存の枠組みだけでは先端分野に対応しきれなくなっていた。そこで、生命科学の世界最高水準の研究拠点を形成し、人類の未来を切り開く先端科学としての次世代の生命科学をリードする人材養成を目的とするために、1999年（平成11年）、日本初の大学院独立研究科である「生命科学研究科」が設立された。
生命の基本原理を構成する「細胞･分子･遺伝子」を共通言語として、多様な生命体とそれらによって形成される環境を統合的に理解し、生命の将来や尊厳にかかわる新しい価値観を作り出す独創的研究と教育を展開している。

## 組織
2専攻、2研究センターを置く。
- 統合生命科学専攻
  - 遺伝機構学（基幹講座）
  - 多細胞体構築学（基幹講座）
  - 細胞全能性発現学（基幹講座）
  - 応用生物機構学（基幹講座）
  - 環境応答制御学（基幹講座）
  - 生体構造解析学（協力講座）
  - 細胞機能動態学（協力講座）
  - ヒト常在性ビフィズス菌 (HRB) 研究（産学共同講座）

- 高次生命科学専攻
  - 認知情報学（基幹講座）
  - 体制統御学（基幹講座）
  - 高次応答制御学（基幹講座）
  - 高次生体統御学（基幹講座）
  - 生命科学教育学・遺伝学（基幹講座）
  - システム生物学（基幹講座）
  - ゲノム生物学（基幹講座）
  - 高次生体機能学（協力講座）
  - 先端イメージング学（産学共同講座）
- 放射線生物研究センター
- 生命動態研究センター